# Ware noorden

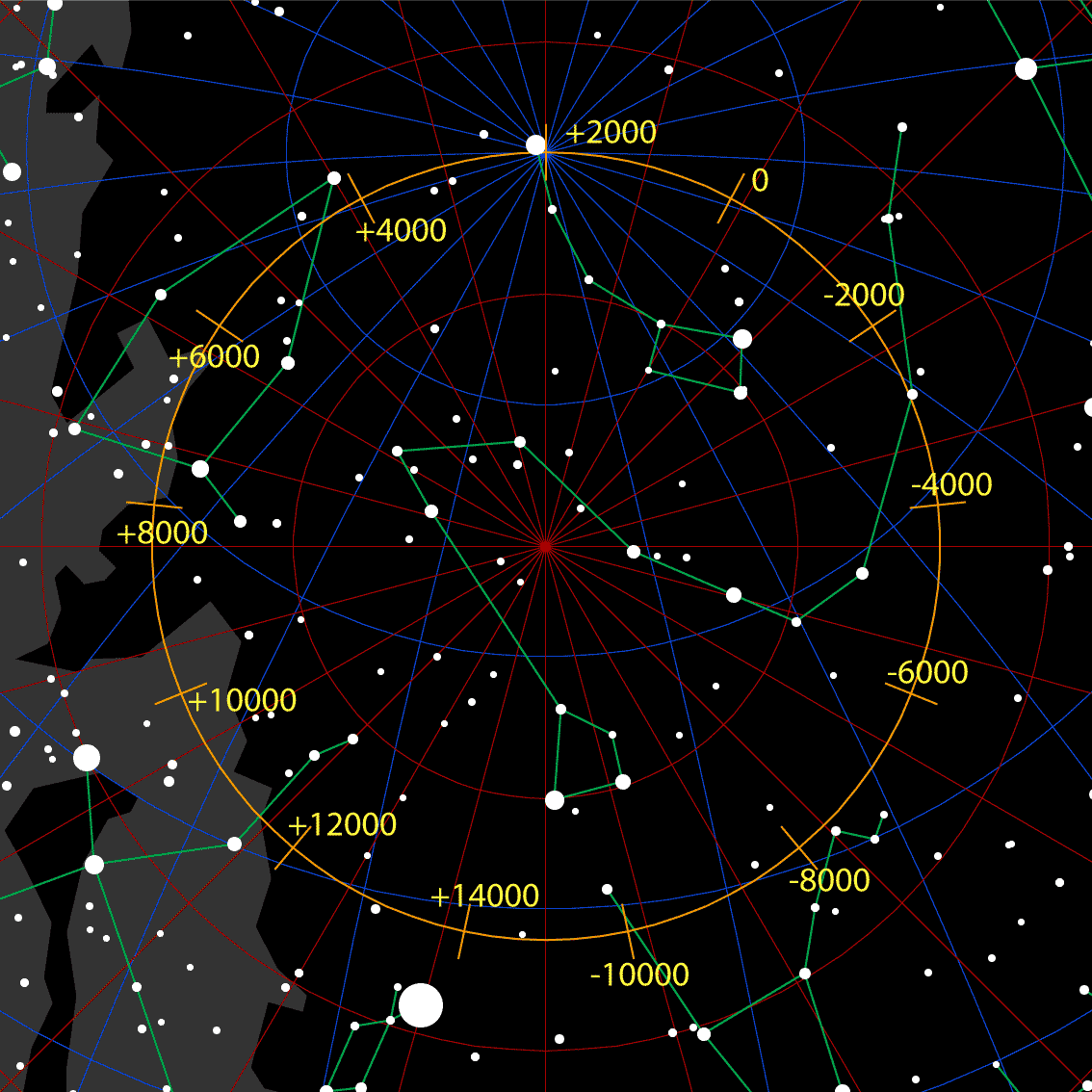
Precessie van de Noordelijke hemelpool tussen de sterren

Het Ware Noorden is de richting, volgens het aardoppervlak, naar de geografische Noordpool. Het verschilt van het magnetische Noorden en het kaartnoorden (noorden volgens de lijnen van de kaart). 
De richting van het ware Noorden is aangegeven door de noordelijke hemelpool. Voor de meeste praktische doeleinden is dit de positie van Polaris (de Poolster). Door de precessie van de aardas beweegt het ware noorden in een cirkelboog die ongeveer 25000 jaar nodig heeft om volbracht te worden. In 2102 zal Polaris op haar dichtste punt bij de astronomische noordpool komen. 5000 jaar geleden was de dichtstbijzijnde ster Thuban.
Op kaarten door de United States Geological Survey en het Amerikaans leger wordt het ware noorden aangegeven door een lijn die eindigt in een 5-puntige ster. De oostelijke en westelijke randen van USGS topographic quadrangle maps van de Verenigde Staten zijn lengtemeridianen die het ware Noorden aanduiden. Hierdoor zijn deze niet volledig parallel. 
Kaarten uitgegeven door de Ordnance Survey in het Verenigd Koninkrijk bevatten een diagram dat de verschillen tussen het ware noorden, magnetisch noorden en kaartnoorden aangeeft. Deze kaarten zijn rechthoekig/vierkant.